# Міжштатна автомагістраль 49
Міжштатна автомагістраль 49 (Interstate 49, I-49) — міжштатна автомагістраль із півночі на південь в Сполучених Штатах Америки, що складається з кількох сегментів. Оригінальна частина повністю знаходиться в Луїзіані з додатковою підписаною частиною, що простягається від I-220 у Шривпорті до межі штату Арканзас, три нові секції знаходяться в Арканзасі та одна секція в Міссурі. Її південний кінець знаходиться в Лафайєтті, Луїзіана, на I-10, а північний кінець в Канзас-Сіті, Міссурі, на I-435 і I-470. Майбутні плани включають частини дороги, що залишилася в Луїзіані, Арканзасі та Техасі, щоб з’єднати Канзас-Сіті, Міссурі, з Новим Орлеаном.
Хоча це не було частиною початкового плану Міжштатної автомагістралі 1957 року, жителі Міссурі, Арканзасу та Луїзіани почали кампанію за шосе в 1965 році через «Асоціацію США 71 – I-29». Кампанія передбачала продовження I-29 на південь від Канзас-Сіті до Нового Орлеана, слідуючи більшій частині маршруту вздовж US 81. План передбачав створення швидкісної дороги з обмеженим доступом від Нового Орлеана до кордону з Канадою і далі до Вінніпегу (через Манітобське шосе 75). Коли I-49 буде завершено, мета асоціації буде досягнута, лише короткий проміжок між рпозв'язкою Грандвью і I-29 на Канзас-Сіті Даунтаун Луп, який обслуговує US 71 (Меморіальна дорога Брюса Р. Воткінса) або інших автомагістралей, таких як I-435 і I-70 у Канзас-Сіті.